# Danaus plexippus

Rutas de migración de D. plexippus plexippus.

La mariposa monarca (Danaus plexippus) es un insecto lepidóptero ditrisio de la familia Nymphalidae, superfamilia Papilionoidea. Es quizás la más conocida de todas las mariposas de América del Norte. Desde el siglo XIX ha sido introducida en Nueva Zelanda y en Australia. En el Atlántico es residente en las Islas Canarias, Azores, Madeira y Andalucía, y se encuentra como una ocasional migrante en Europa Occidental.
La subespecie D. plexippus plexippus lleva a cabo una de las migraciones más extensas y abundantes de insectos. La generación invernal "matusalén", que emigra hacia el sur en el otoño, es mucho más longeva que las otras. Otros lepidópteros con migraciones notables son: la esfinge colibrí (Macroglossum stellatarum), el almirante rojo (Vanessa atalanta) y la vanesa de los cardos (Vanessa cardui). D. plexippus plexippus se encuentra clasificada por la Unión Internacional para la Conservación de la Naturaleza (IUCN) como una especie en peligro de extinción desde el 20 de julio de 2022.
Sus alas son de color naranja con líneas negras y es fácilmente reconocible. La generación de otoño posee una gran resistencia y la longevidad de hasta nueve meses, mientras que otras generaciones pueden vivir hasta 24 días. Gracias a estas características puede viajar hasta 4000 kilómetros desde Canadá y el norte de Estados Unidos hasta los bosques de oyamel en el centro de México y de regreso.
Las mariposas monarca de América del Norte, que ya no se encuentran en América del Sur, se dividen en dos grupos principales: las monarcas occidentales, que se reproducen al oeste de las Montañas Rocosas y pasan el invierno en el sur de California; y las monarcas orientales, que se reproducen en las Grandes Llanuras y Canadá, y pasan el invierno en el centro de México. También hay poblaciones en Hawái; Portugal y España; y Australia, Nueva Zelanda y otras partes de Oceanía.

## Taxonomía y etimología del nombre
Es una de doce especies del género Danaus, según algunos autores. Hay seis subespecies (aunque también hay un poco de desacuerdo sobre esto). La subespecie más conocida es D. plexippus plexippus, que emigra desde México y California del sur hasta Canadá. Las restantes subespecies están distribuidas en América Central, el Caribe y el norte de Sudamérica, y llega hasta el Amazonas. Estas subespecies no participan del fenómeno migratorio descrito en otras secciones de este artículo.
La monarca fue una de las muchas especies originalmente descritas por Carlos Linneo en su Systema naturæ de 1758 y fue primeramente incluida en el género Papilio. En 1780, Jan Krzysztof Kluk usó a la monarca como especie tipo para el nuevo género Danaus. Como la gramática del latín requiere que el epíteto específico y el nombre genérico concuerden, no está claro si el género Danaus proviene de Dánao (griego Δαναός), un mítico rey de Egipto y bisnieto de Zeus o si es una versión masculinizada de Dánae (griego Δανάη), tataranieta de Dánao. El nombre de la especie, plexippus, se refiere a Plexipo, uno de los 50 hijos de Egipto y hermano mellizo de Dánao. En griego homérico δαναος πληξιππος (danaos plexippos) también significa «un griego que doma caballos», es decir «auriga griego».

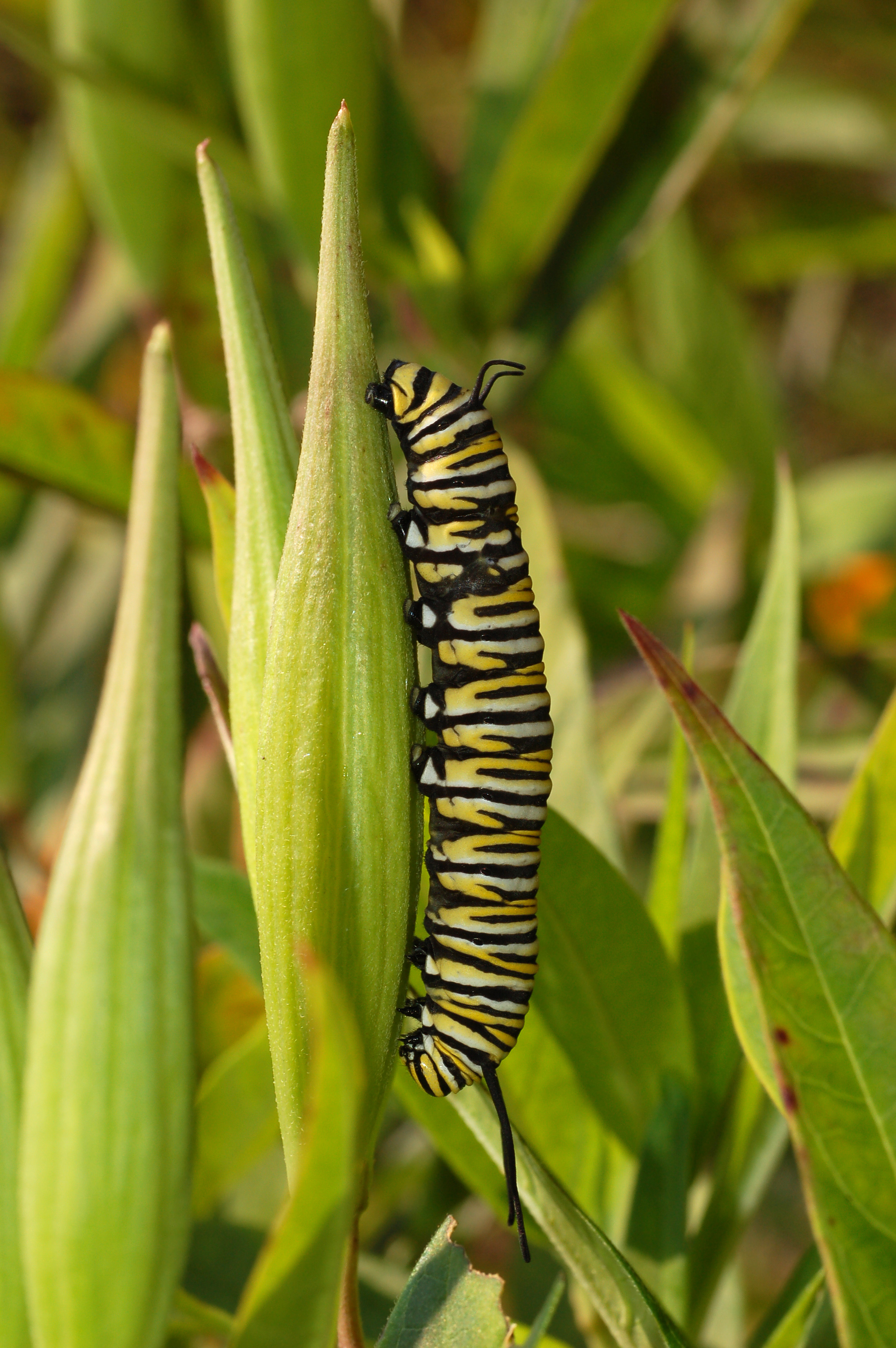
Oruga de mariposa monarca

El nombre común «monarca» fue publicado en 1874 por el entomólogo y paleontólogo estadounidense Samuel Hubbard Scudder debido a que, en su opinión, «es una de las más grandes de nuestras mariposas, y cubre un vasto dominio». Su nombre también hace honor al rey Guillermo III de Inglaterra.
En México se le conoce también como mariposa "cosechadora", ya que llega al centro del país durante la época de cosecha, y como "paloma".

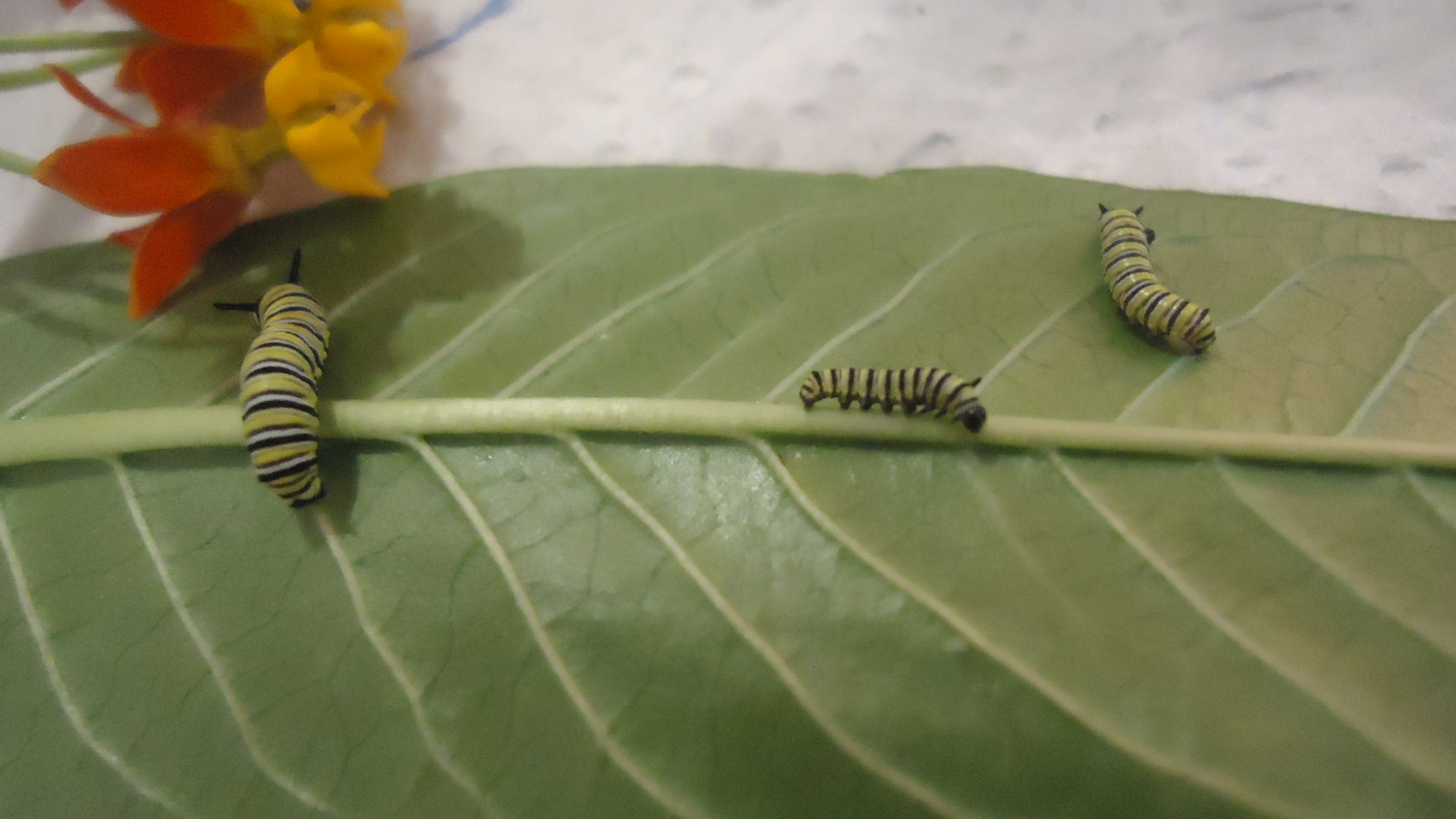
Diferentes estadios de crecimiento larvarios de D. plexippus

## Ciclo de vida

El ciclo de vida de la mariposa monarca.

La mariposa monarca tiene una envergadura de entre 8,9 y 10,2 cm. La hembra monarca tiene venas negras, gruesas en sus alas; las del macho, además de ser más delgadas, tienen una mancha oscura en el centro de una vena de cada ala posterior; es una glándula que produce feromonas, y además es ligeramente más grande. Los adultos pesan alrededor de medio gramo.

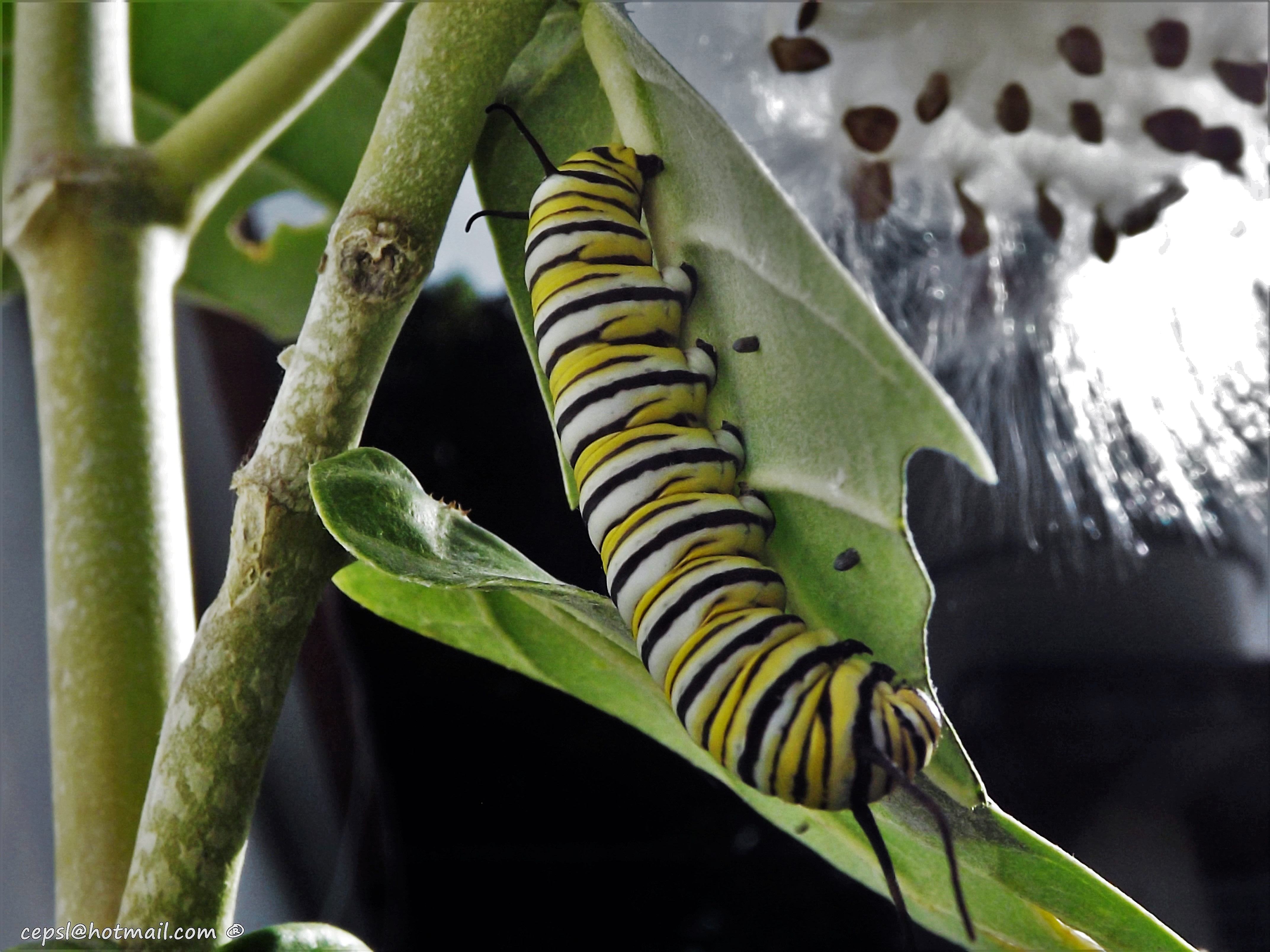
Oruga de mariposa monarca alimentándose del algodón de seda (Calotropis gigantea)

En general la mariposa monarca vive cuatro días como huevo, dos semanas como oruga, 10 días como crisálida y de dos a seis semanas como adulto o imago. Se reproduce principalmente en zonas abiertas, pastizales, campos de cultivo, etcétera, en donde crecen las asclepias (o algodoncillos) que necesita para el desarrollo de la larva.[cita requerida]
Su ciclo de vida se inicia como un huevecillo que no mide más de 1 a 2 mm, depositado sobre una de estas asclepias. Esta fase dura de 3 a 8 días, aproximadamente. De estos huevos surge una larva que comienza devorando los restos de su huevo para luego alimentarse de la planta sobre la que se realizó la puesta. Conforme se alimenta se convierte en una oruga robusta con el patrón rayado característico. La larva pasa por cinco estadios antes de convertirse en pupa.[cita requerida]
Al finalizar la fase de larva, se forma una pupa para poder realizar la metamorfosis. De ella emerge el imago convertido en una mariposa coloreada en negro y naranja (raramente blanco), coloración aposemática que advierte a los depredadores de su sabor desagradable. Lo que le permite disuadirlos. La duración de cada una de las etapas depende de varios factores, entre los cuales la temperatura es muy importante.[cita requerida]
Lo realmente sorprendente de esta especie es que las mariposas nacidas a finales de verano y principios de otoño componen una generación especial (generación "matusalén"), que vive hasta nueve meses y realiza un ciclo completo de migración (ida y vuelta) desde Canadá hasta México, siguiendo la ruta trazada por generaciones anteriores. Durante esta migración las mariposas se van reuniendo en grandes grupos, llegando millones de ellas a los lugares de invernada.

## Migración

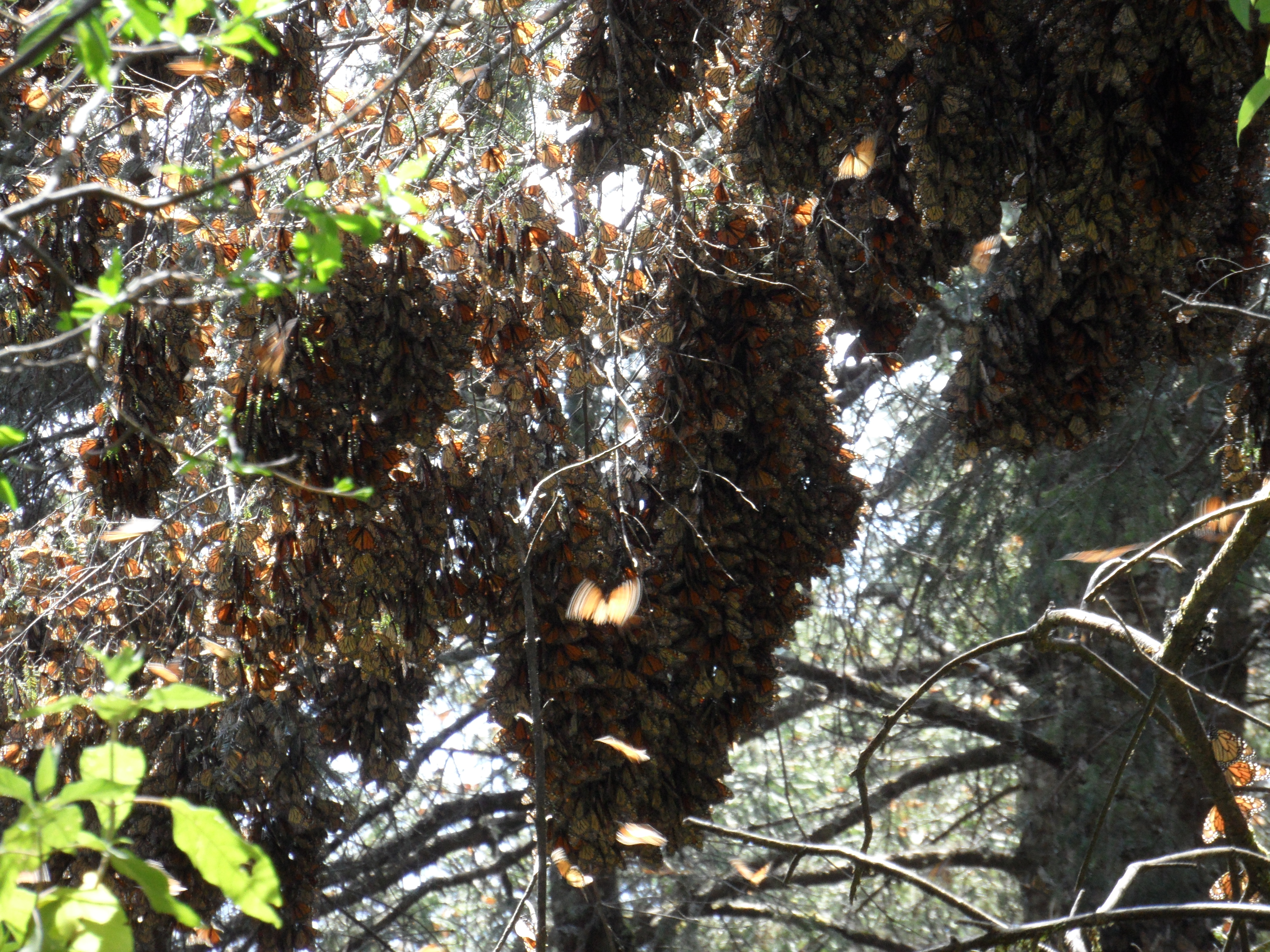
Mariposas monarca cubren completamente los árboles.

La subespecie D. plexippus plexippus de la mariposa monarca es especialmente conocida por su larga migración anual. Realiza migraciones masivas hacia el sur, de agosto a octubre, mientras que migra hacia el norte en primavera.
La población al este de las Montañas Rocosas, que incluye a más del 95 por ciento de la población norteamericana, hiberna en los estados de México y Michoacán, en México. La mayoría de los sitios de hibernación se incluyeron en la Reserva de la Biosfera de la Mariposa Monarca. Estos santuarios fueron declarados en el 2008 como Patrimonio Natural de la Humanidad por la UNESCO.
La población al oeste de las Montañas Rocosas, de mucho menor tamaño (menos del 5 por ciento) que la población oriental, hiberna en varios lugares de la zona costera central de California, Estados Unidos, principalmente en Pacific Grove, y Santa Cruz. La generación que efectúa la migración es muy distinta a las otras generaciones. Los adultos de la generación migratoria viven hasta ocho o nueve meses. Aún no se conoce la manera en que la especie es capaz de volver a los mismos sitios de hibernación tras varias generaciones; los patrones de vuelo son heredados, basados en una mezcla de ritmos circadianos y en la posición del sol en el cielo que están basados en sus antenas.
Es uno de los pocos insectos que logra realizar travesías transatlánticas. Unas cuantas mariposas monarca llegan al suroeste de Gran Bretaña y a España en los años de vientos favorables, e incluso se han instalado de forma permanente en las Islas Canarias desde 1804, en Tenerife y en los parques naturales del Estrecho y Los Alcornocales, en las provincias de Cádiz y Málaga, gracias al clima cálido y a la existencia de las plantas que necesitan para sobrevivir, introducidas por el ser humano: la adelfilla, que debió llegar desde América Central durante el siglo XVI, y la mata de la seda, que vino de África en el XVIII.

### Fechas

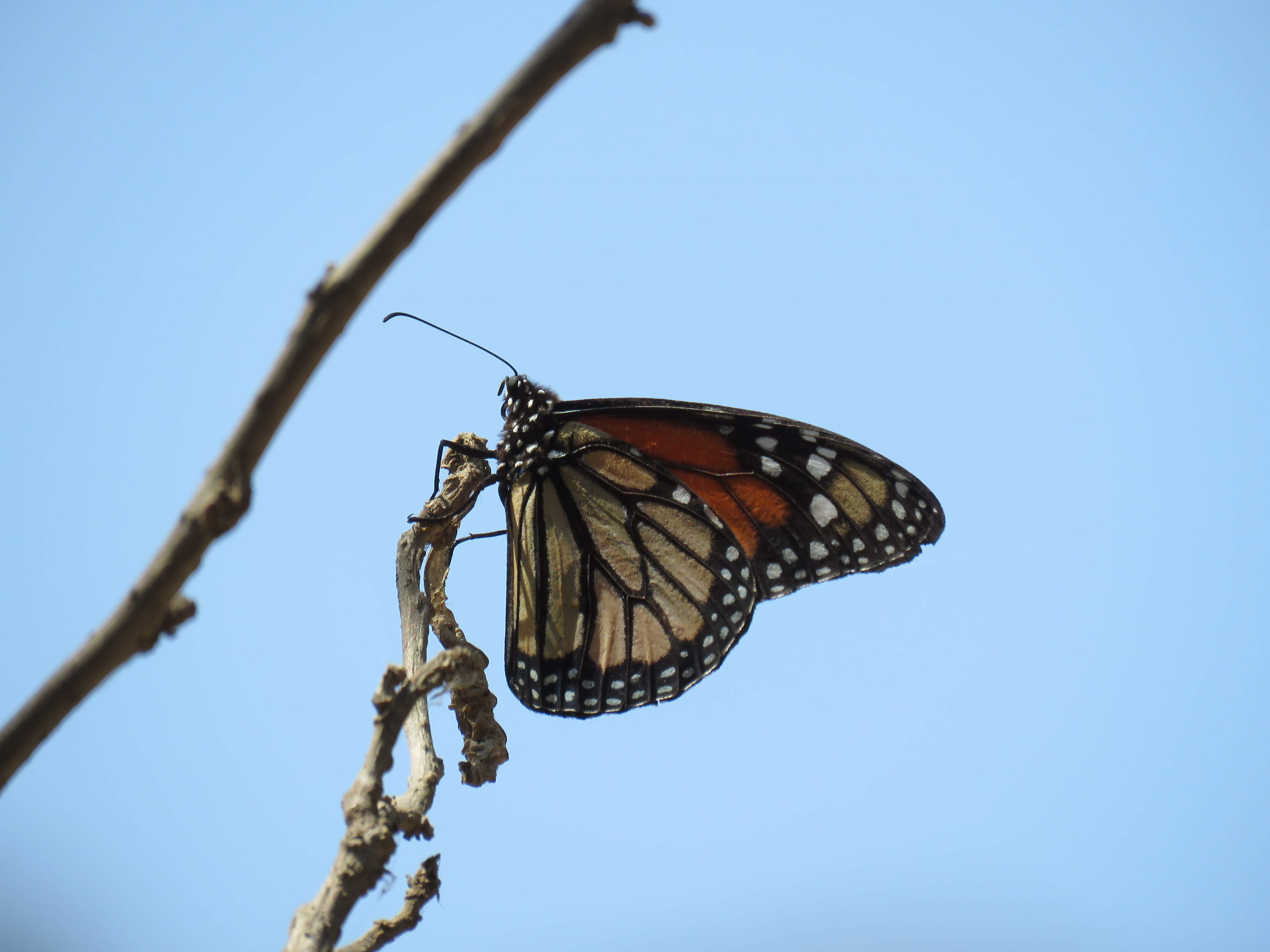
D. plexippus. reposando en una rama.

En el otoño (septiembre y octubre), las mariposas monarca de occidente realizan su viaje de migración desde Canadá hasta la costa de California en los Estados Unidos para pasar el invierno en pequeños bosques de eucalipto, y las mariposas monarca de oriente viajan al centro de México para pasar el invierno en los bosques de oyamel y de pino, por arriba de los 3000 m, en los estados de México y Michoacán. En esta migración, las mariposas monarca viajan alrededor de 5000 km para pasar el invierno en México, donde permanecen aproximadamente cinco meses (noviembre a marzo). En la primavera, se inicia el apareamiento de las mariposas en México y su regreso hacia el norte a mediados de marzo. Esta generación migratoria, conocida como "matusalén" hace el viaje completo de norte a sur y parte del viaje de sur a norte.[cita requerida]
También existen poblaciones residentes de mariposas monarca que viven todo el tiempo en México sin ser parte de la migración, además de las otras subespecies distribuidas en el Caribe, América Central y norte de Sudamérica.

### Reserva de la Biosfera Mariposa Monarca
La tala cerca de las áreas de anidación de las mariposas se suspendió. El 10 de noviembre de 2000, se creó, por decreto presidencial, la Reserva de la Biosfera Mariposa Monarca, con lo que se amplió la reserva a 56 259 hectáreas (13 552 hectáreas de zonas núcleo y 42 707 ha de zonas de amortiguamiento).[cita requerida]

## Color y defensa contra los depredadores
Los colores amarillo y negro de la oruga y naranja y negro del adulto previenen a la mayoría de los depredadores sobre su contenido tóxico. Esta estrategia evolutiva funciona porque la mayoría de los depredadores asocia colores chillones (especialmente naranja, amarillo y negro), con veneno y otras propiedades desagradables. A este fenómeno se le llama aposematismo o coloración de aviso.

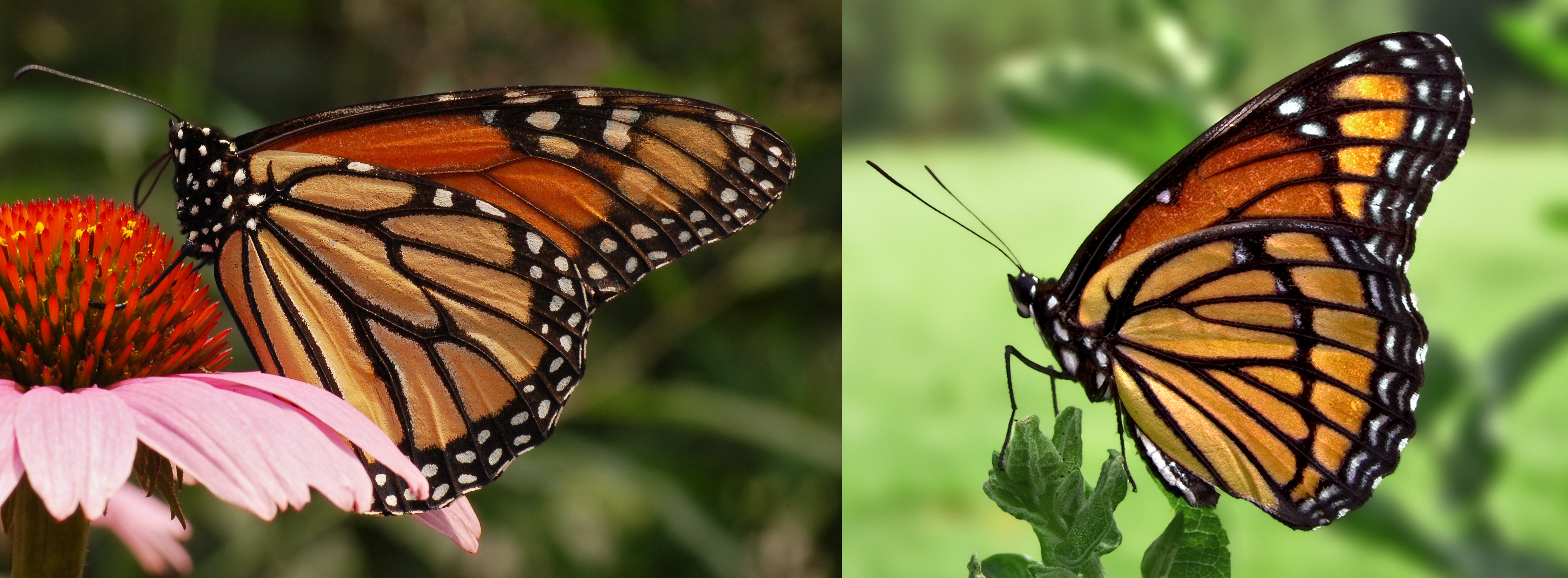
Una monarca (Izq.), y una virrey (Der.), mostrando el mimetismo de Müller.

La mariposa monarca contiene glucósidos cardíacos en su cuerpo, tomados de las plantas de algodoncillo que las orugas comen; las integran en sus tejidos y resultan venenosas para los depredadores. Aunque la mayoría de los depredadores las evitan, existen algunas especies que las comen. Por ejemplo, las monarcas que pasan el invierno en México son a menudo presas del picogrueso tigrillo que es inmune a la toxina. Otras aves como las calandrias han aprendido a comer sólo los músculos del tórax y el contenido del abdomen debido a que estos contienen menos veneno que el resto del cuerpo. Algunos ratones son capaces de soportar grandes dosis de veneno. Con el tiempo, las monarcas adultas que pasan el invierno son menos tóxicas, lo que las hace más vulnerables a los depredadores. En México, alrededor del 14 % de las monarcas que hibernan son comidas por aves y ratones.
Las monarcas comparten una defensa por su apariencia muy similar con la mariposa virrey (no venenosa, aunque recientemente se ha comprobado que tiene mal gusto para los depredadores), en un ejemplo de mimetismo mülleriano, aunque ambas especies pertenecen a subfamilias diferentes.

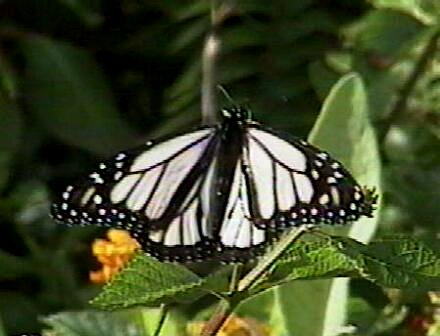
Morfo blanco de la monarca de Hawái.

En la isla de Oahu en Hawái, las monarcas se introdujeron en 1965 y 1966. Algunas aves insectívoras comunes de la familia Pycnonotidae como Pycnonotus cafer y el bulbul orfeo son las únicas que se aprovechan de los insectos grandes como la monarca. Se sabe que estas mariposas tienen bajos niveles de toxina a base de glucósidos cardíacos y esas aves pueden ser tolerantes a estas sustancias químicas. Una vez asentada en el archipiélago la monarca de Hawái adoptó un importante polimorfismo genético en menos de 40 años al adoptar el color blanco para aumentar su tasa de supervivencia, mayor que las monarcas de tonalidades naranjas. Esto se debe a la selección apostática (depredación selectiva que se ejerce preferentemente sobre el genotipo más abundante, en este caso, la mariposa de color naranja, dando como resultado una distribución genotípica más equilibrada en la población), ya que las aves han aprendido que las monarcas de color naranja son comestibles.

## Descubrimiento del fenómeno migratorio y ciencia ciudadana
En 1975 el mundo científico descubrió los sitios de hibernación de la migración de la mariposa monarca en el centro de México. El trabajo del zoólogo canadiense Fred Urquhart y su esposa Nora R. Urquhart se inició en 1937 culminando en 1975 con uno de los descubrimientos más asombrosos de ese siglo. Fred y Nora Urquhart reunieron a miles de voluntarios para poner minúsculas etiquetas en las alas de las mariposas monarca y así poder documentar su ruta migratoria. Su historia se describe en la película "Flight of the Butterflies".

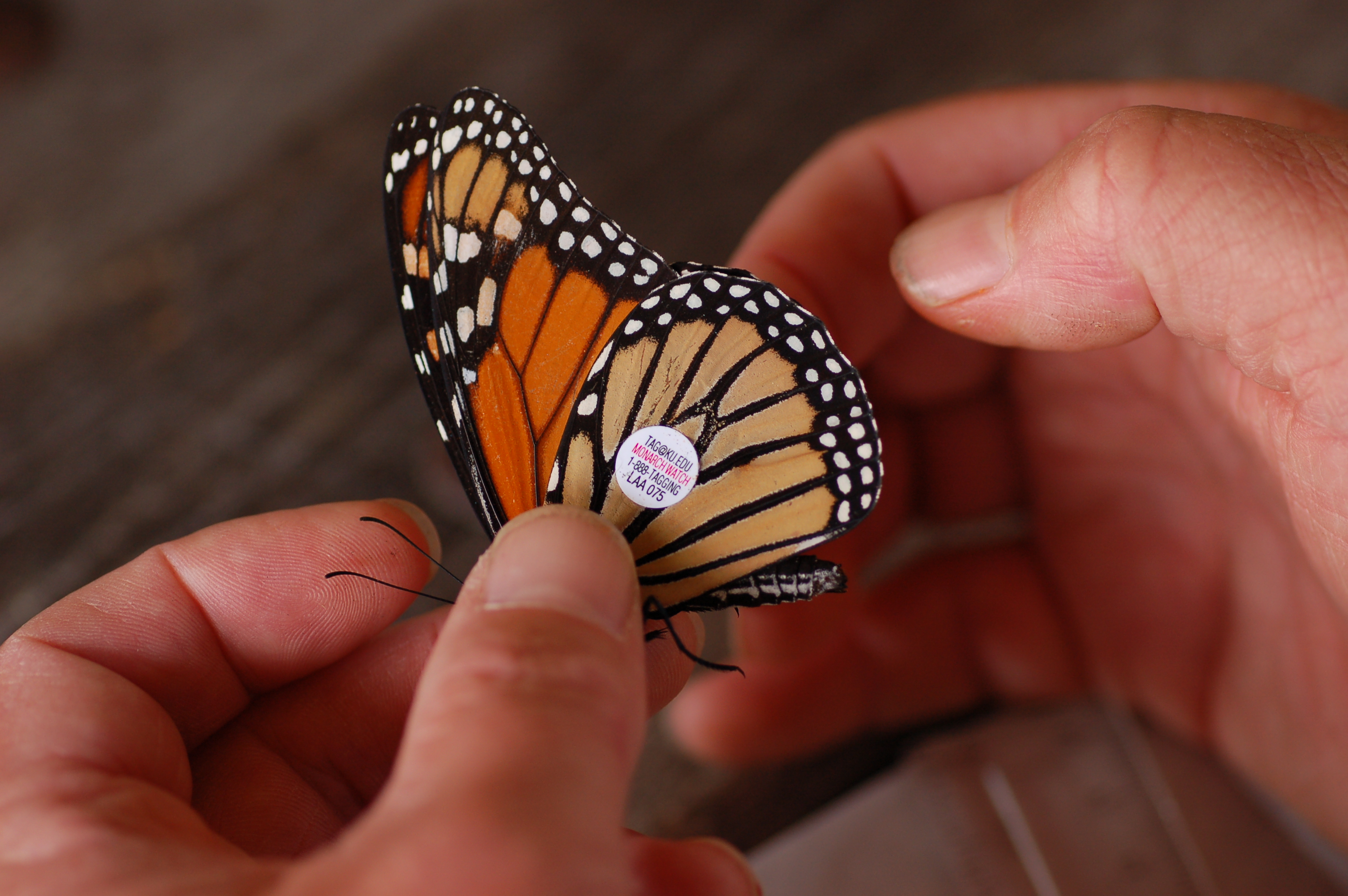
Etiqueta de identificación en una mariposa monarca.

Ken Brugger y su esposa Catalina Aguado, residentes de la Ciudad de México, se unieron al proyecto de Fred y Nora Urquhart en 1973 para buscar los sitios de hibernación. Los encontraron en 1975 en el Cerro Pelón.
La mariposa monarca ha sido parte de la ciencia ciudadana desde el trabajo de Fred Urquhart, quien reunió alrededor de 6000 voluntarios. En los Estados Unidos, Journey North ha documentado su migración a través de ciencia ciudadana y en México "el correo real" lo ha hecho desde los años 80. A partir del 2013 la plataforma iNaturalist incluye información sobre los sitios de pernocta en la migración.

## Otros métodos de estudio
Posteriormente, en 1996, los científicos Leonard Wassenaar y Keith Hobson estudiaron la ruta completa de la mariposa mediante una técnica de estudio del deuterio, isótopo del hidrógeno del agua presente en las alas de las mariposas. El método les permite estudiar la migración de las mariposas sin necesidad de ponerles marcas, y sin tener que capturarlas de nuevo.
Desde entonces, los investigadores profesionales estudian a la mariposa monarca con ese método.

## Cuidado ambiental en México
- 1975 Descubrimiento de las áreas de hibernación.
- 1976 Artículo de National Geographic sobre el descubrimiento.
- 1980 Creación de Zonas de Refugio de Fauna Silvestre.
- 1986 Creación de la Especial de la Biosfera Mariposa Monarca (16 110 ha).
- 1996 Creación del Área Natural Protegida Mariposa Monarca.
- 1997 Conferencia Norteamericana sobre la Mariposa Monarca.
- 2000 Creación del Fondo de Conservación Mariposa Monarca.
- 2000 Creación de la Reserva de la Biosfera Mariposa Monarca (56 259 ha).
- 2003 Creación del Foro Regional Mariposa Monarca.[34]
- 2008 Plan de América del Norte para la Conservación de la Mariposa Monarca.[35]
- 2008 Designación como Sitio de Patrimonio Mundial de la Humanidad (UNESCO).
- 2010 Iniciativa de Áreas Naturales Protegidas hermanas (Red de la ruta migratoria en México).
- 2014 Creación de un grupo de trabajo integrado por México, Estados Unidos y Canadá para rescatar el proceso migratorio de la Mariposa Monarca.[36]
- 2015 Rescate de la Mariposa Monarca.[37]

El área ocupada por las colonias en México ha ido disminuyendo paulatinamente. Durante los años 90 el promedio de ocupación era de alrededor de 6 hectáreas. Durante los pasados cuatro años el promedio de ocupación ha sido de 2 hectáreas. Las causas que afectan a las mariposas monarca son distintas en el continente. En los Estados Unidos y Canadá las principales causas son la pérdida de algodoncillo por el uso de herbicidas, la pérdida de hábitat por el desarrollo urbano y suburbano y el uso de insecticidas. En México, las principales causas son el deterioro del hábitat de hibernación debido a su transformación en áreas de cultivo y a la tala ilegal.
Existen programas por parte del gobierno (Semarnat) para evitar la tala clandestina en las reservas que utiliza la mariposa, así como acciones para preservar las regiones y fomentar el turismo responsable.
Las deforestaciones cometidas a finales del siglo XX y comienzos de la primera década del siglo XXI en las zonas de hibernación de la monarca contribuyeron a una drástica reducción en la población de mariposas. Se promovió su declaración de especie protegida y la restauración de su hábitat.[cita requerida]
Por otro lado, los organismos genéticamente modificados (OGM) del tipo «Bt» le son fatales. Sin embargo, es importante remarcar que ese estudio solo se basa en ensayos en laboratorio, y es fuertemente cuestionado por carecer de experiencias de campo.

## Imágenes del ciclo de vida

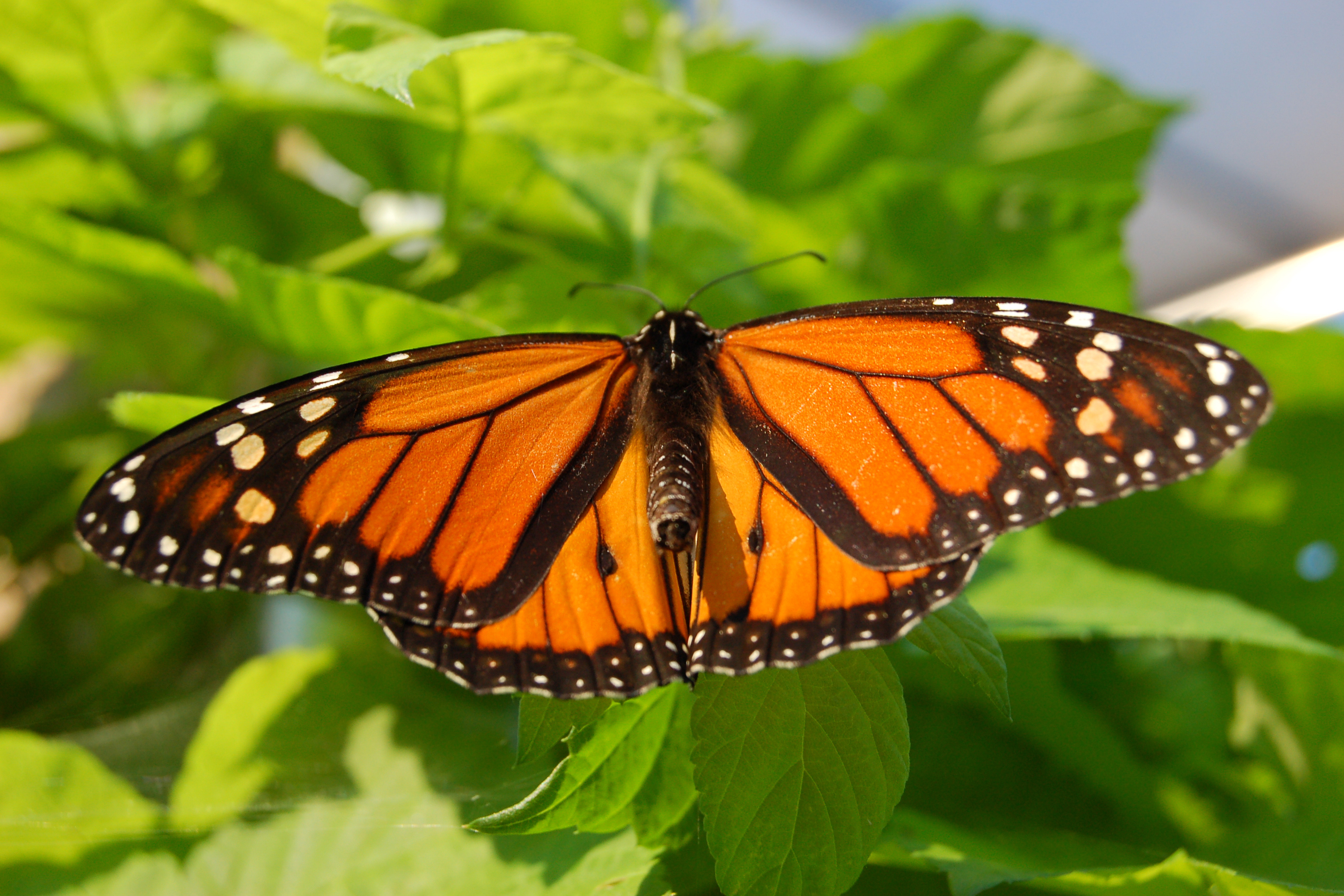
Atrayendo una hembra
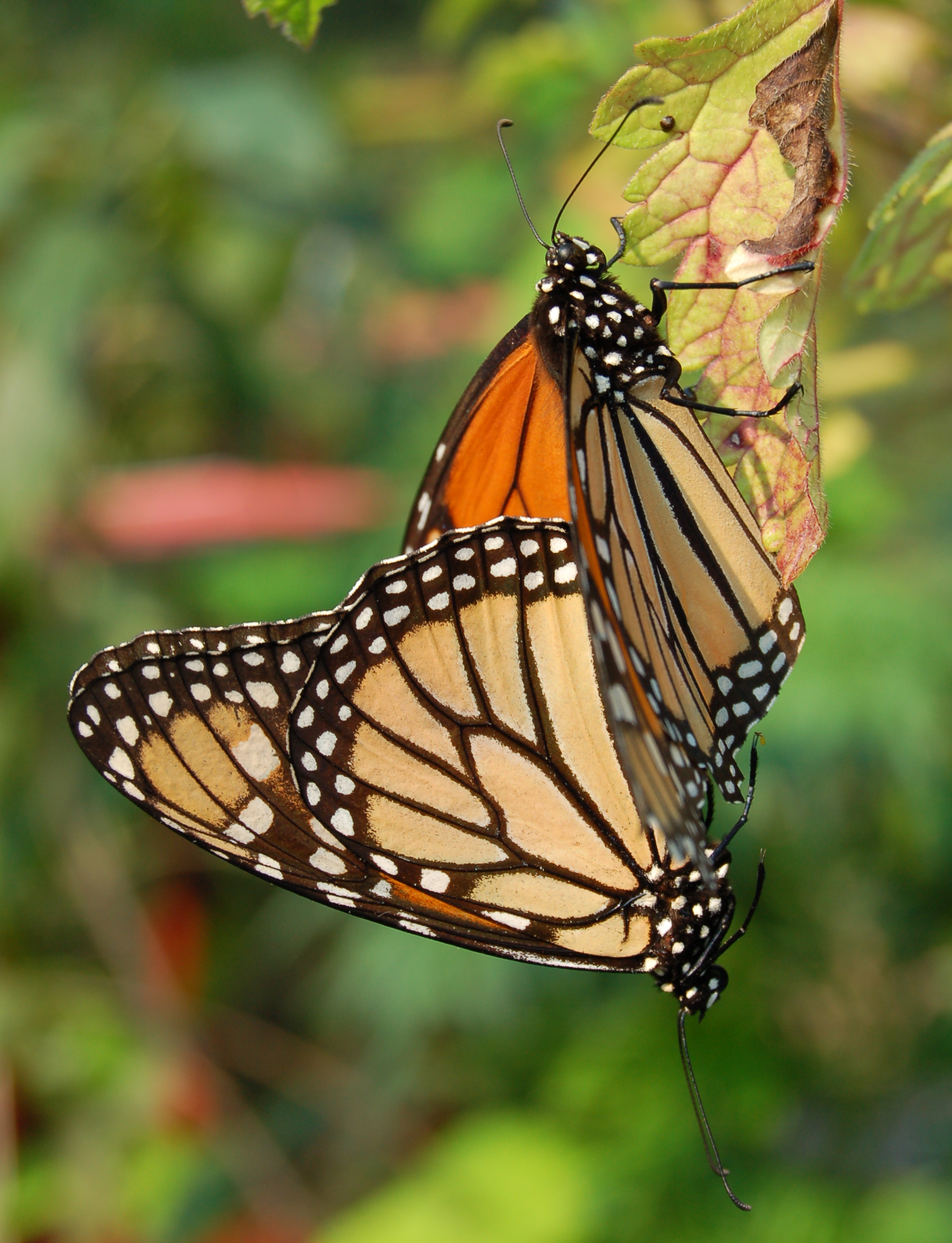
Apareamiento
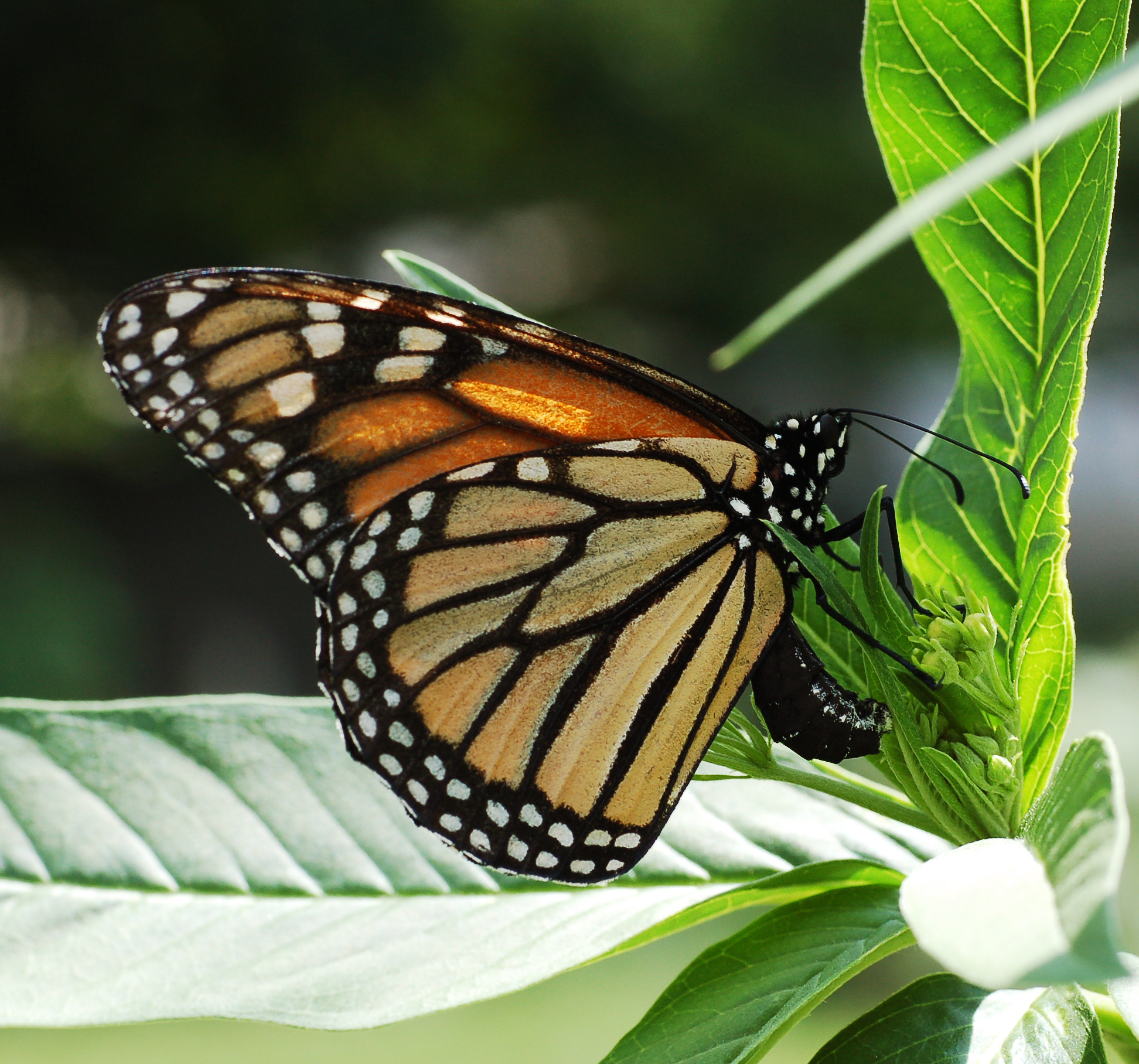
Puesta en un ejemplar del cultivar 'Silky Gold' de la flor de sangre
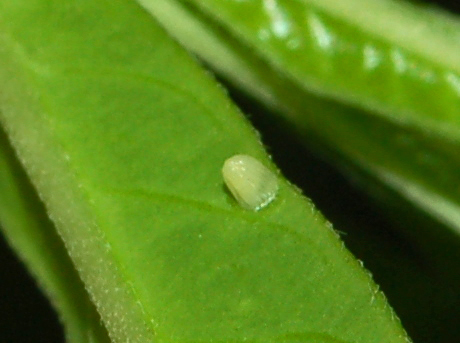
Huevo visto de cerca
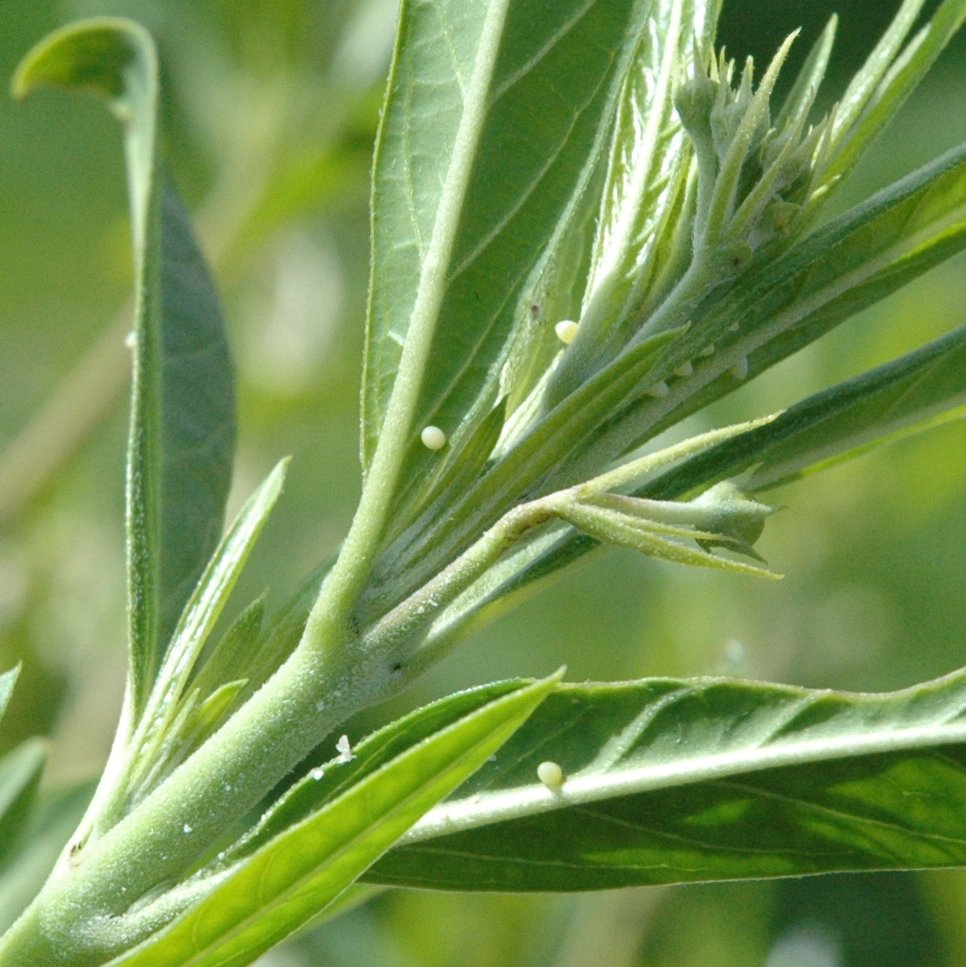
Huevos en una Asclepia
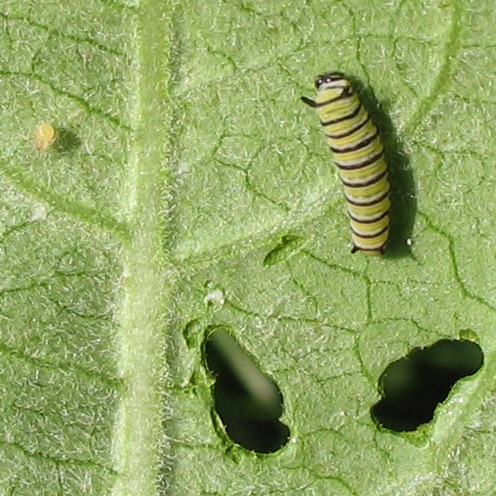
Oruga en un estadio temprano
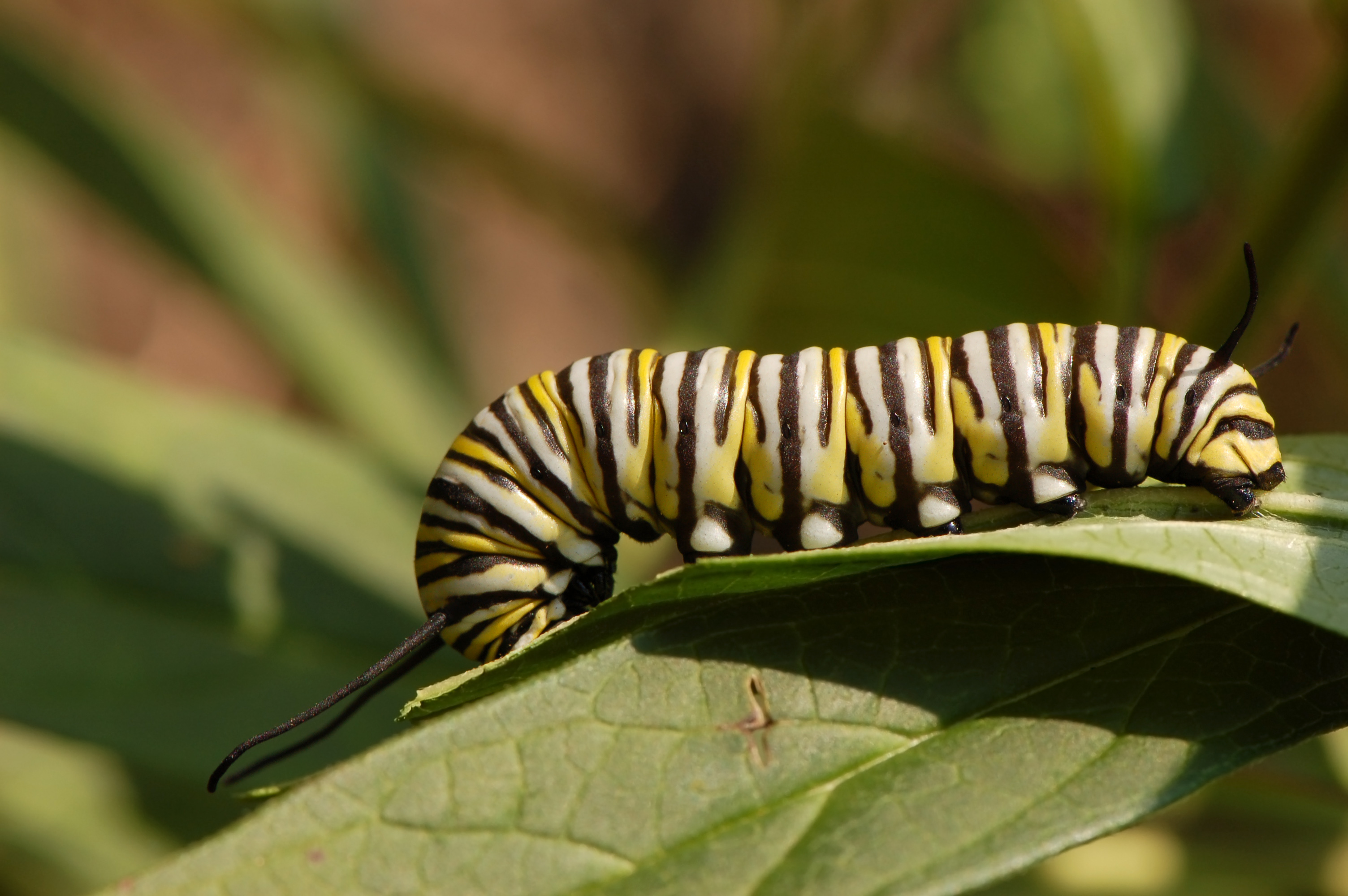
Oruga en un estado avanzado
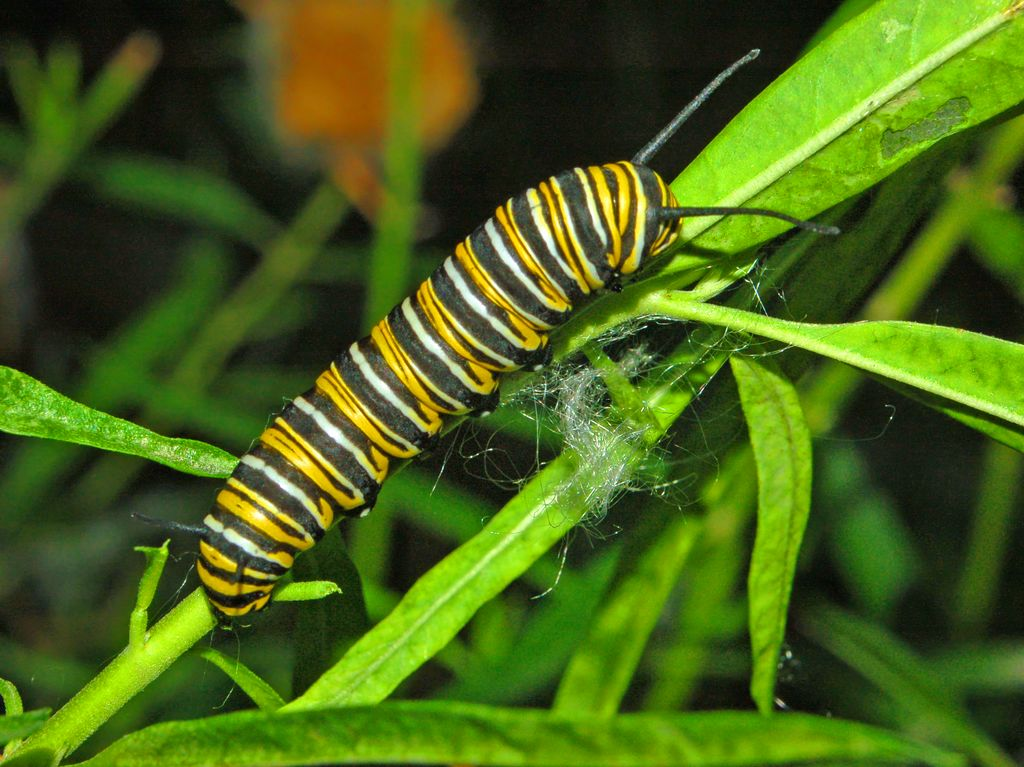
Id.
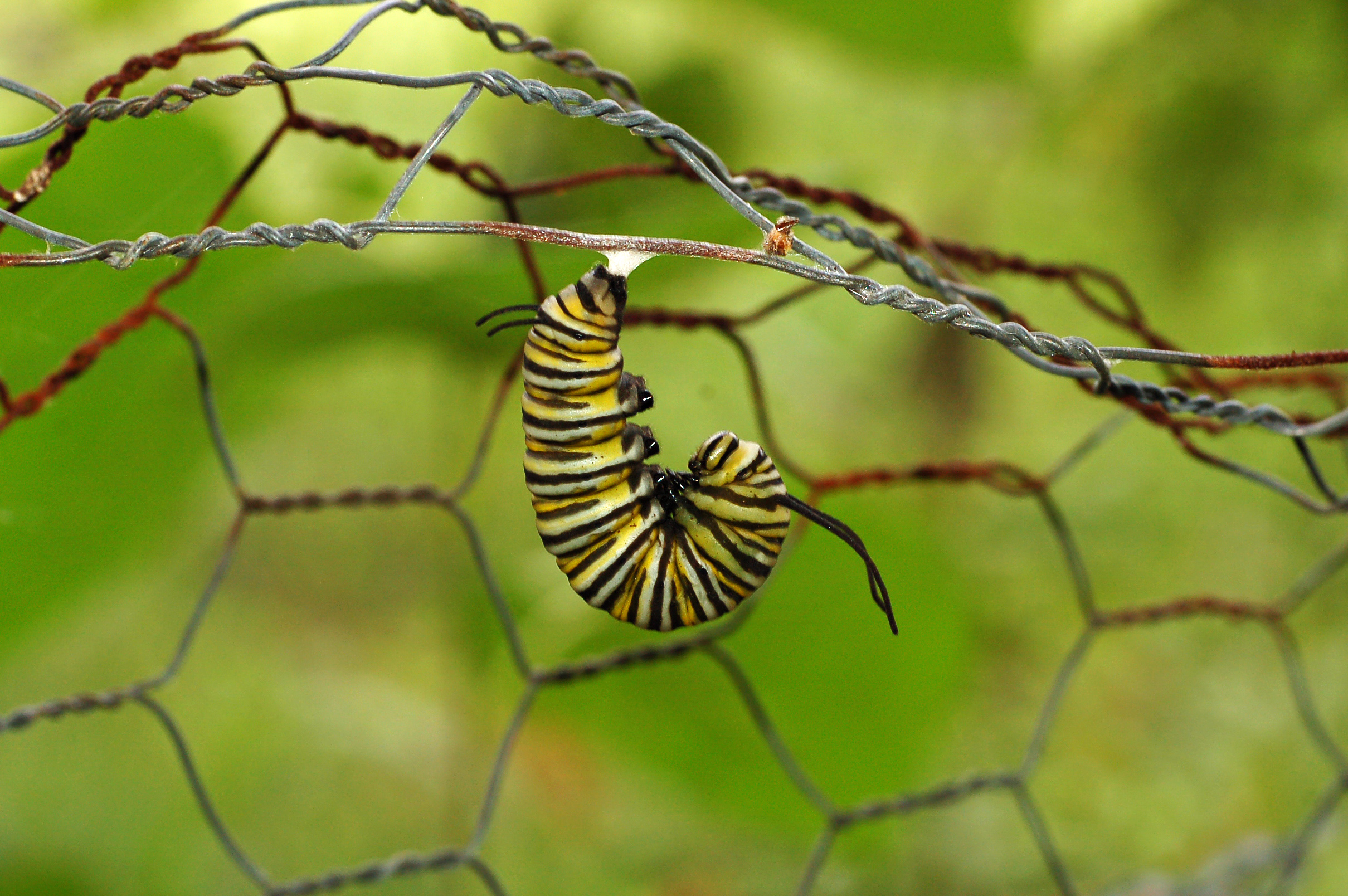
Oruga comenzando el estadio de pupa
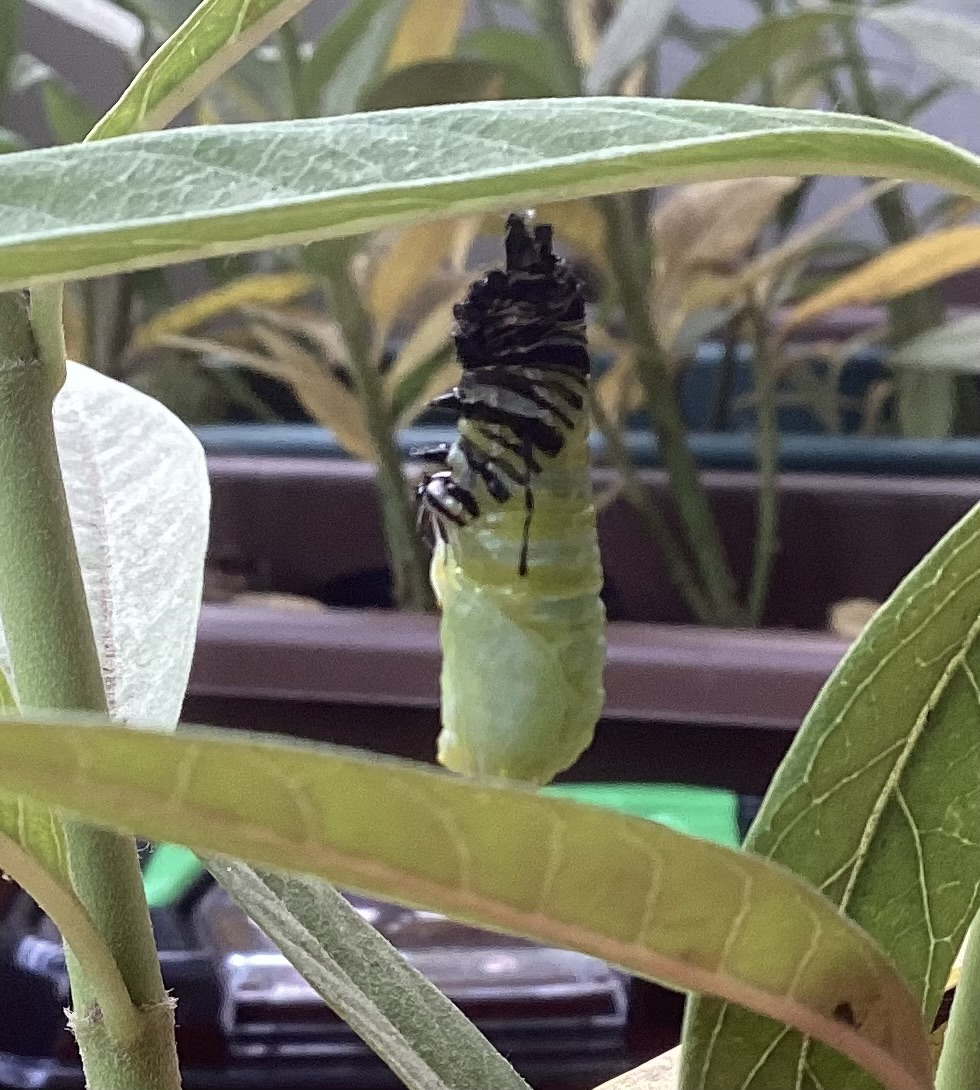
Una oruga comenzando a hacerse pupa
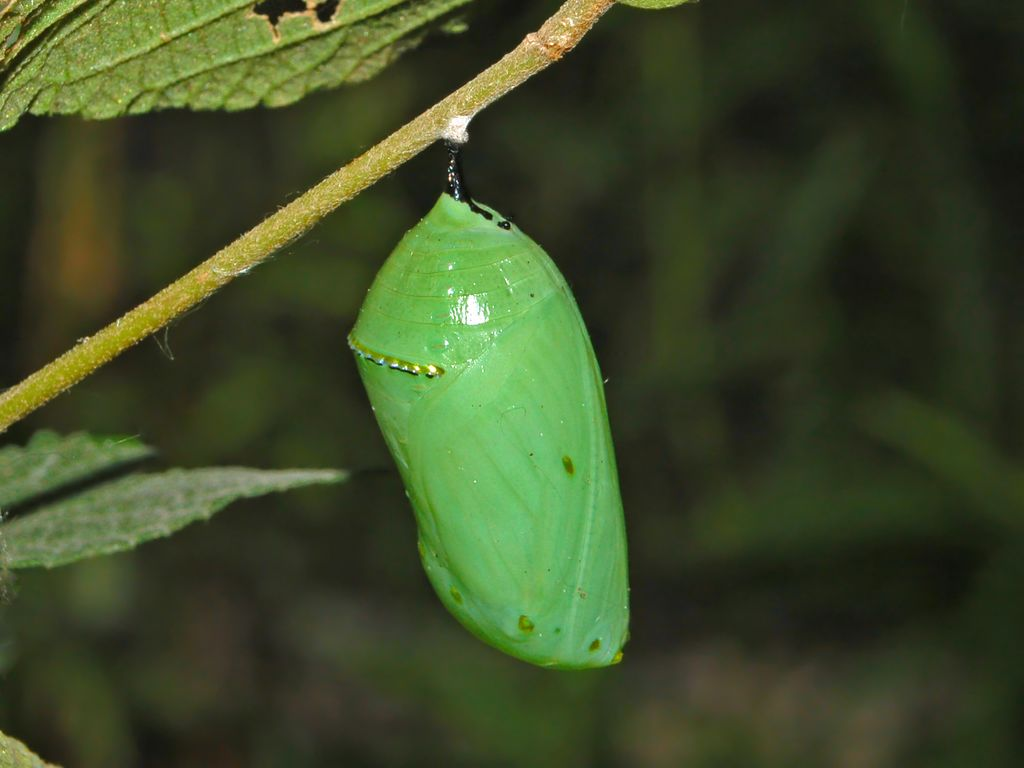
Crisálida en un estadio temprano
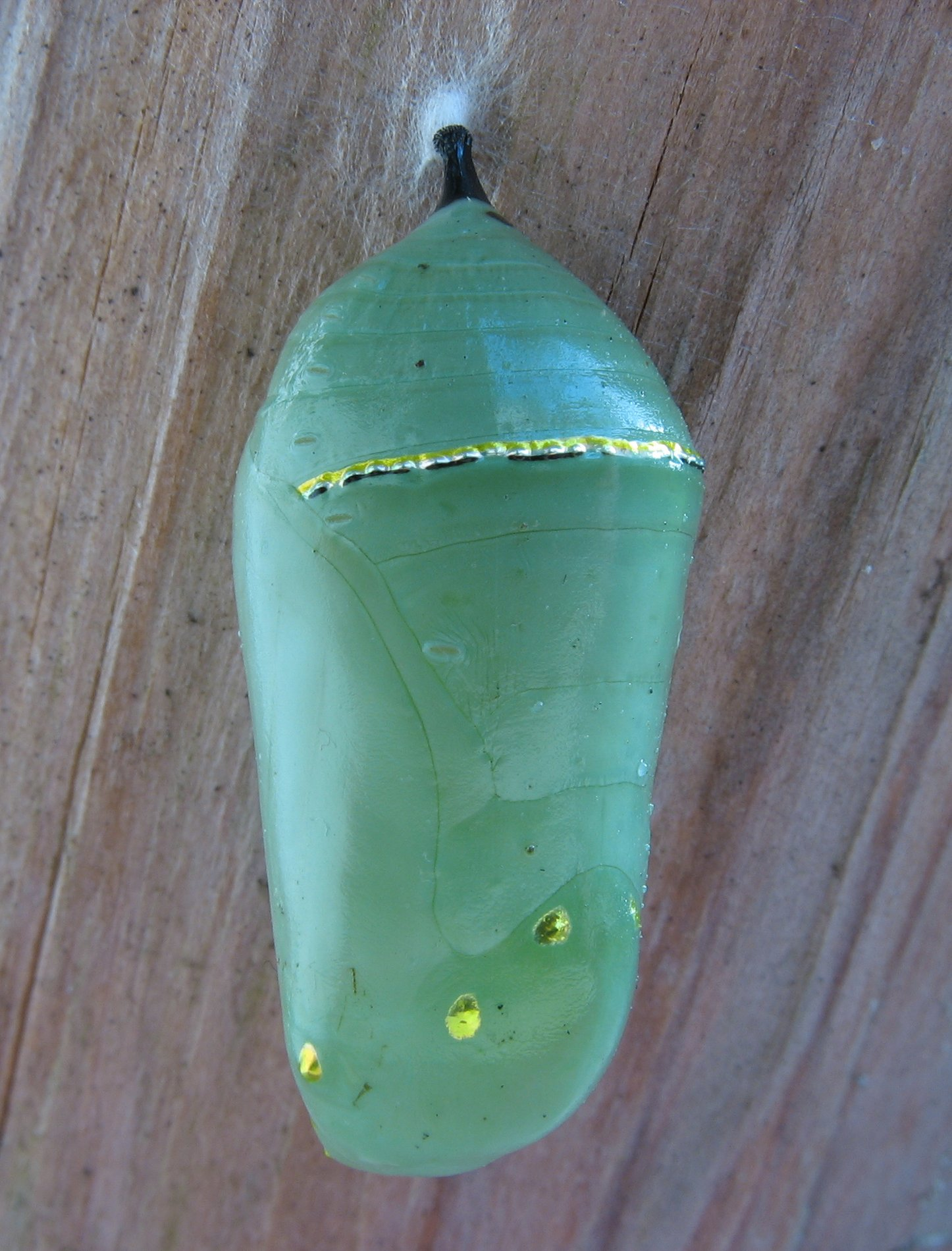
Crisálida
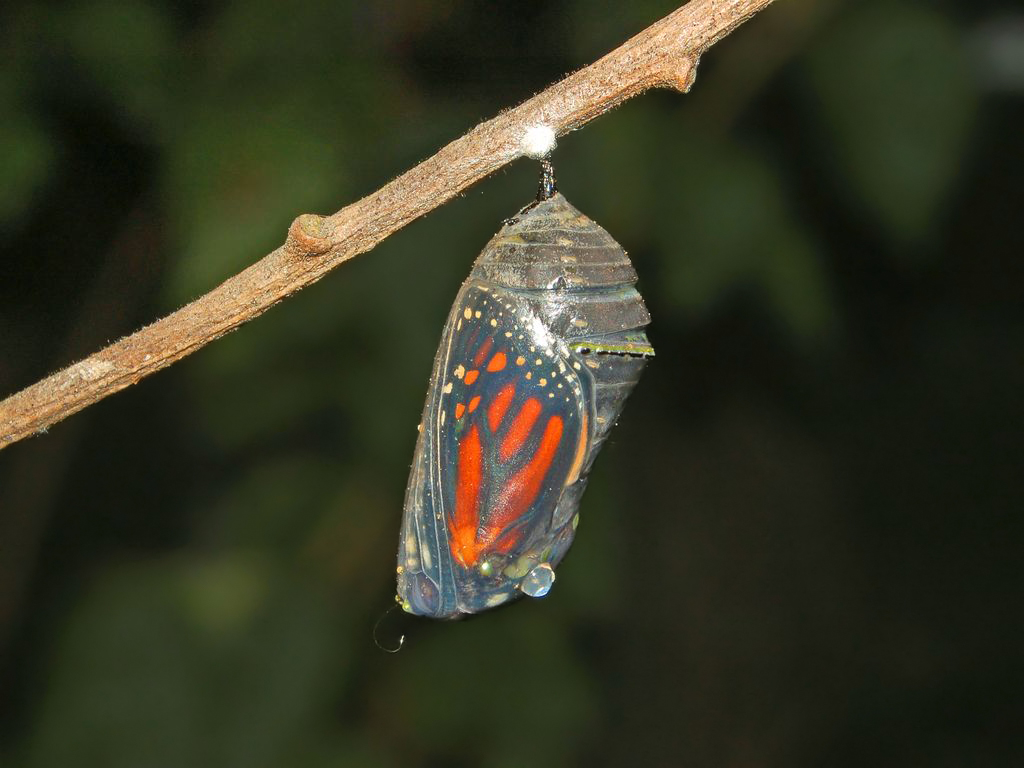
Crisálida en un estadio avanzado
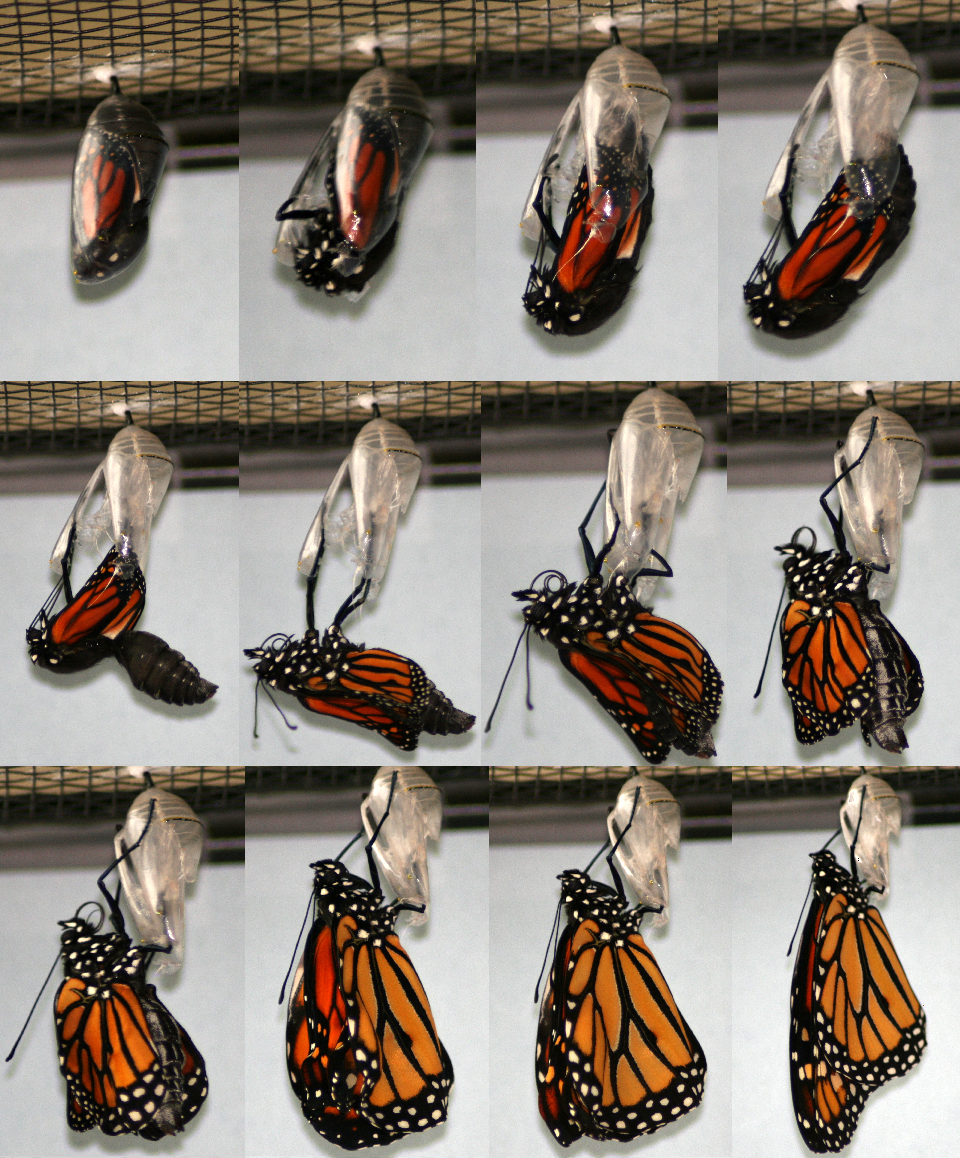
Imago saliendo del capullo
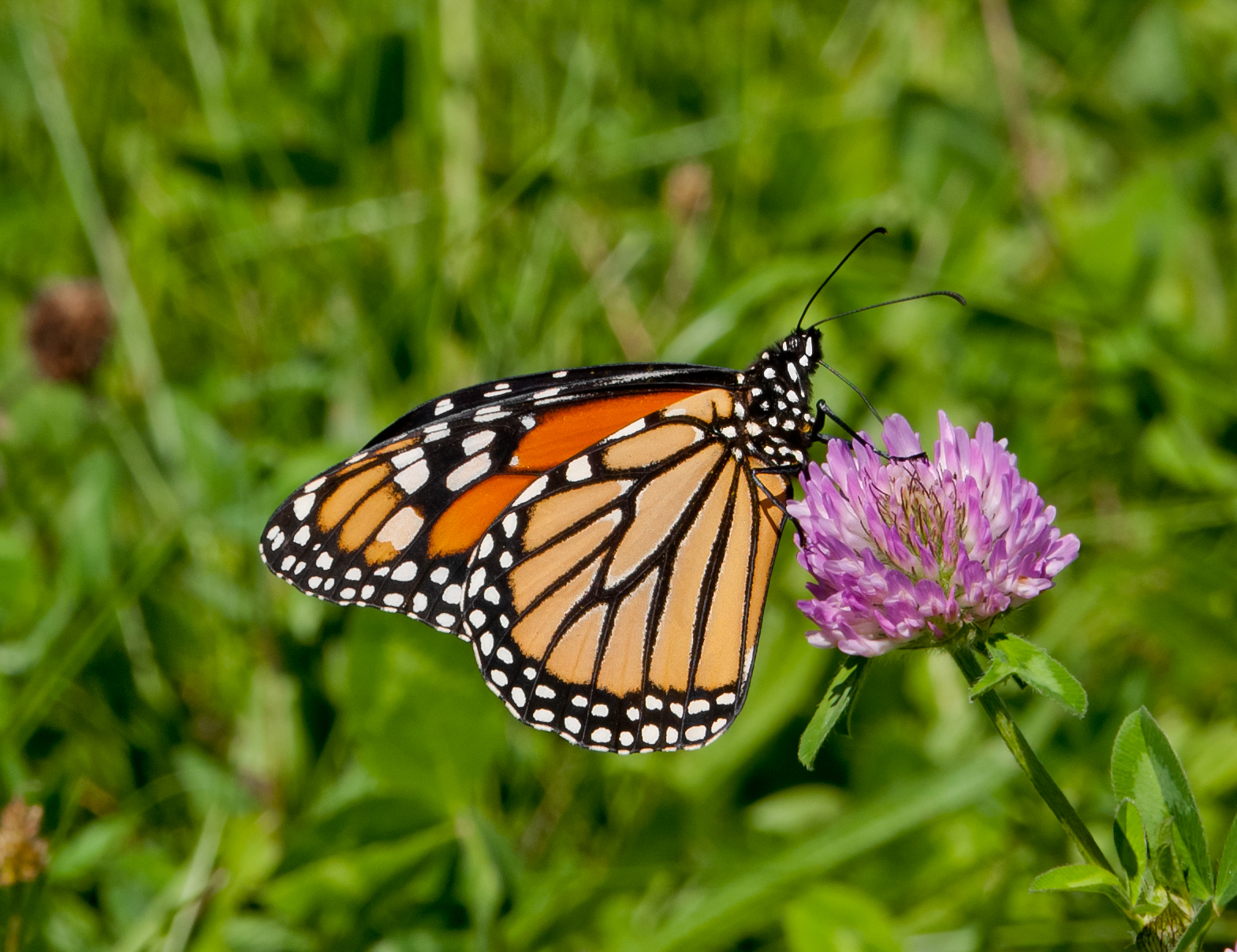
Adulto alimentándose de la flor de una planta del género Trifolium
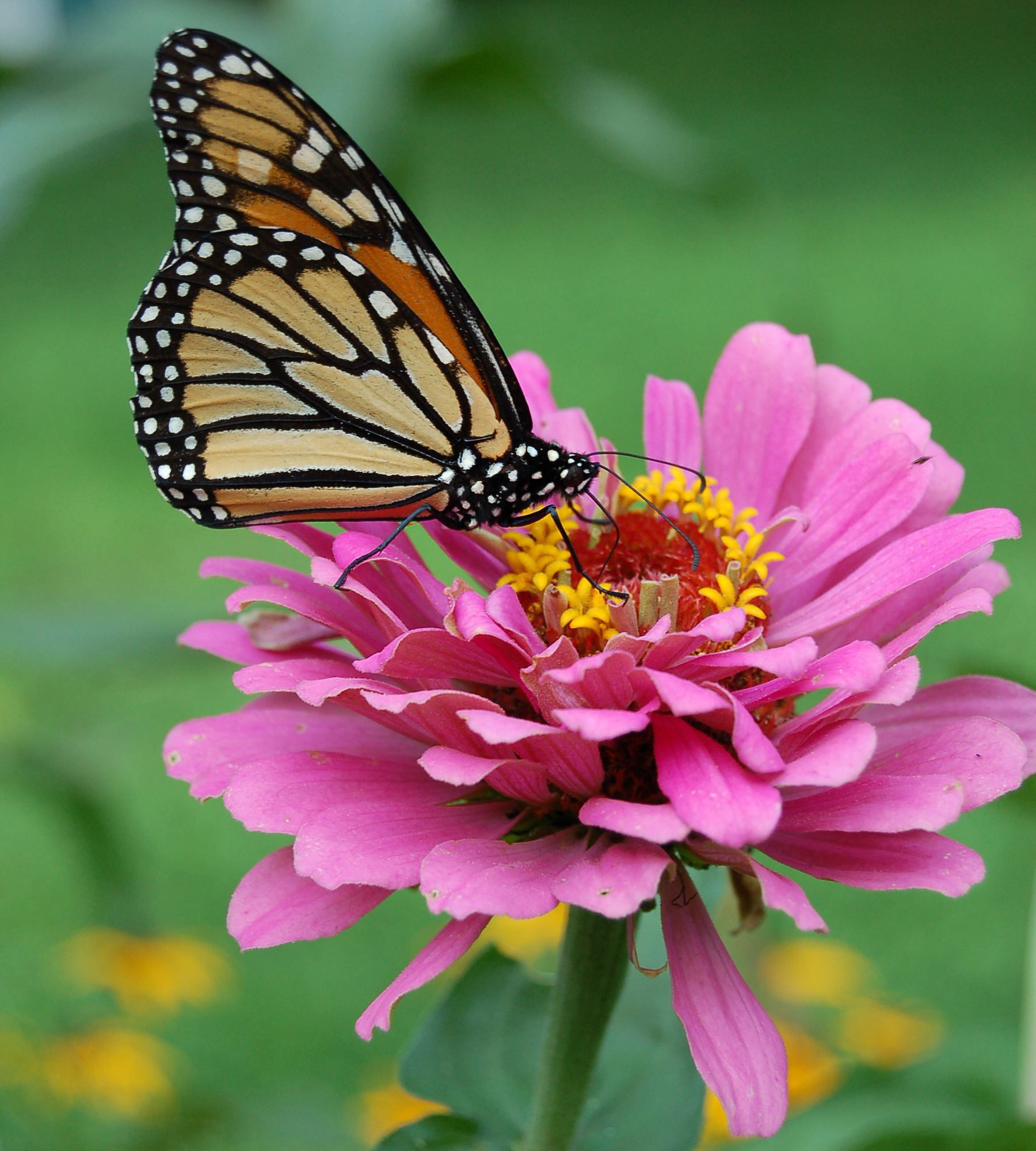
Adulto alimentándose de la flor de una planta del género Zinnia
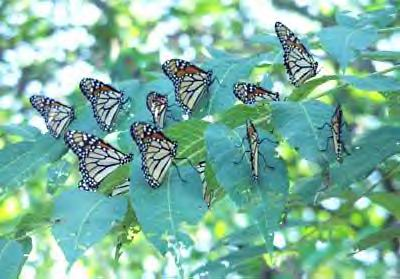
Ejemplares en Iowa (Estados Unidos)
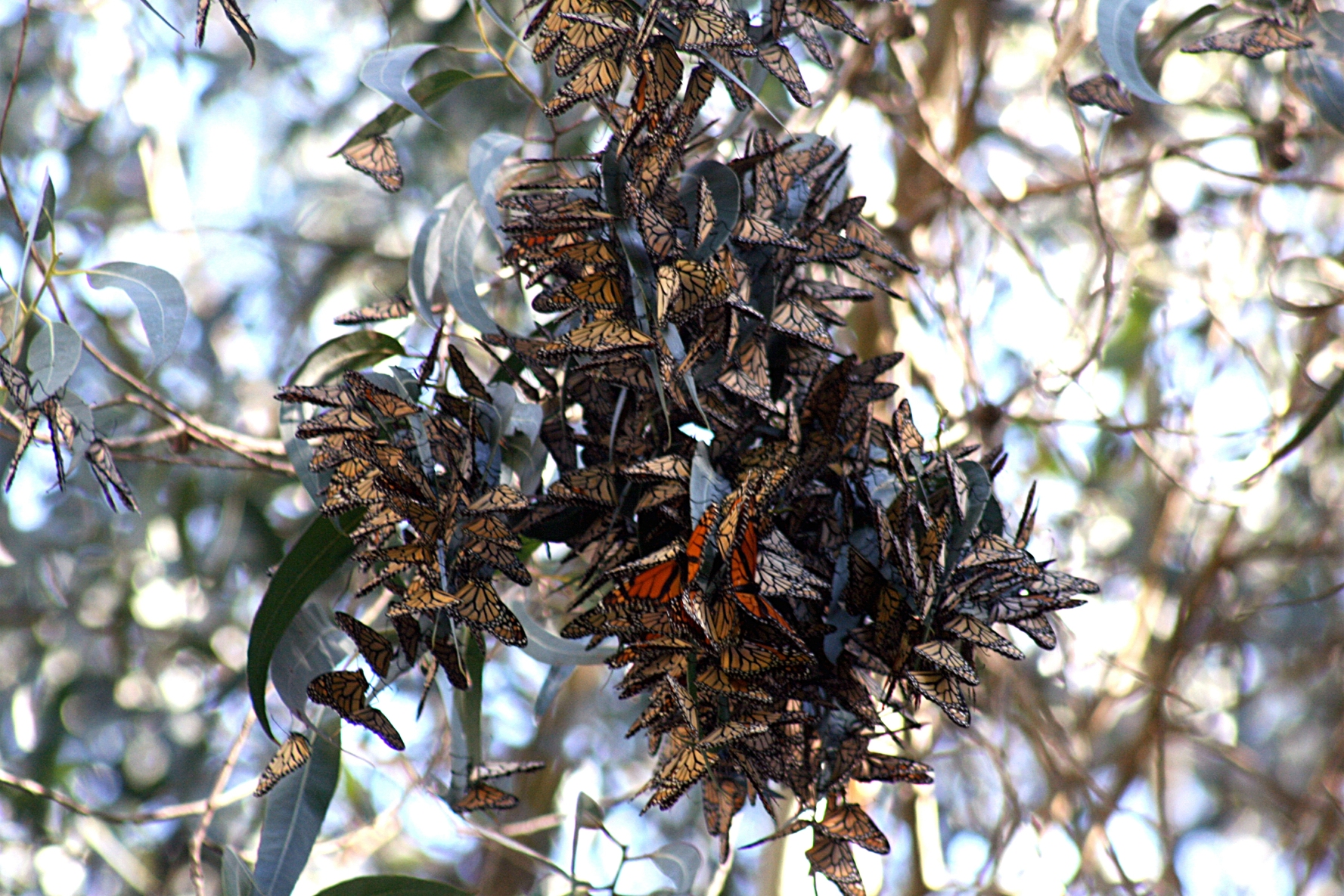
Invernada